# Sušany
Sušany é um município da Eslováquia, situado no distrito de Poltár, na região de Banská Bystrica. Tem 12,94 km² de área e sua população em 2018 foi estimada em 425 habitantes.

## Demografia
| Ano:        | 1994 | 2004   | 2014   | 2024   |
| ----------- | ---- | ------ | ------ | ------ |
| Broj ljudi: | 460  | 451    | 435    | 420    |
| Razlika:    |      | -1,95% | -3,54% | -3,44% |

| Ano:               | 2023 | 2024   |
| ------------------ | ---- | ------ |
| Número de pessoas: | 422  | 420    |
| Diferença:         |      | -0,47% |